# Anthene nigropunctata
Anthene nigropunctata är en fjärilsart som beskrevs av George Thomas Bethune-Baker 1910. Anthene nigropunctata ingår i släktet Anthene och familjen juvelvingar. Inga underarter finns listade i Catalogue of Life.

## Bildgalleri

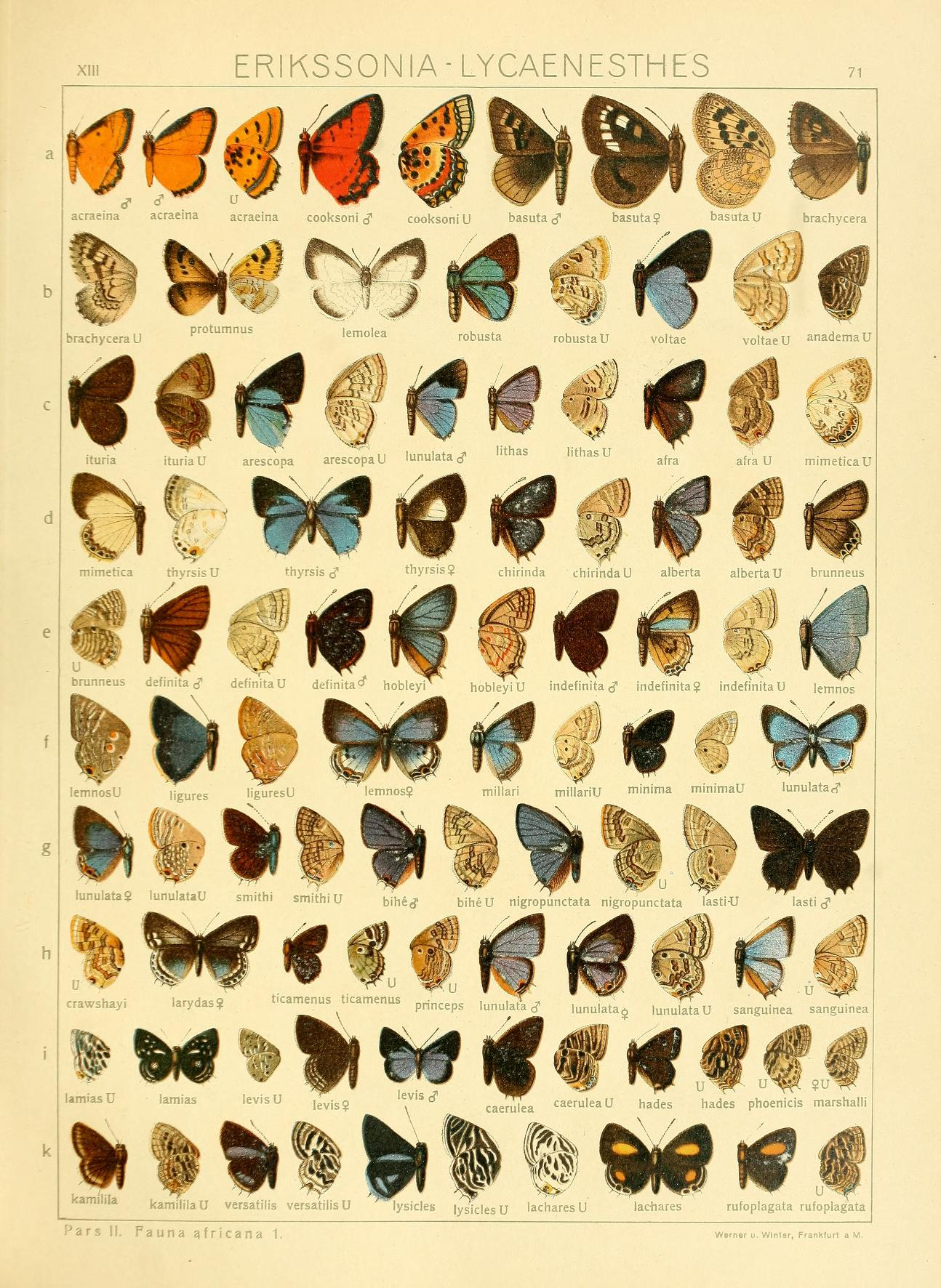